# Trường Trung học phổ thông chuyên Lê Quý Đôn, Thành phố Hồ Chí Minh
Trường Trung học phổ thông chuyên Lê Quý Đôn, Vũng Tàu là một trường trung học phổ thông chuyên tọa lạc tại thành phố biển Vũng Tàu và là trường chuyên duy nhất của tỉnh Bà Rịa – Vũng Tàu. Trường được thành lập vào ngày 19 tháng 8 năm 1991. Đến năm 2016, sau hơn 25 năm thành lập, trường đã mang lại cho tỉnh Bà Rịa – Vũng Tàu nhiều thành tích học tập xuất sắc cùng nhiều giải Học sinh giỏi Quốc gia, và đã được trao tặng Huân chương Lao động hạng Nhì. Tháng 1/2023, trường đạt được Huân chương lao động hạng Nhất.

## Lịch sử
Tháng 12 năm 1988, Sở Giáo dục và đào tạo tỉnh Bà Rịa – Vũng Tàu bắt đầu tuyển sinh 2 lớp chuyên Văn và Toán khối lớp 6 cho mô hình lớp chuyên cấp 2 (THCS), với 60 học sinh, đặt ở số 1-2 đường Hạ Long, thành phố Vũng Tàu. Hai năm học sau, các lớp chuyên được chuyển qua số 4 đường Nguyễn Du do thầy Đỗ Thanh phụ trách. Đến năm học 1990-1991, trường đã có đủ 4 khối chuyên từ khối lớp 6 đến lớp 9, được Chủ tịch Ủy ban nhân dân Đặc khu Vũng Tàu-Côn Đảo ra quyết định thành lập Trường THPT Chuyên Lê Quý Đôn vào ngày 19 tháng 8 năm 1991 và chuyển về cơ sở ở 58 Trần Hưng Đạo, phường 1. Ngoài một số giáo viên đã dạy ở các lớp chuyên, Sở GD-ĐT còn điều động đội ngũ quản lý, các thầy, cô giáo có tâm huyết, giỏi chuyên môn của Trường cấp 3 Vũng Tàu (THPT Vũng Tàu hiện nay) về trường, do cô Đậu Thị Lệ Trang làm hiệu trưởng. Đồng thời, trường được UBND tỉnh, Sở GD-ĐT mua sắm trang thiết bị phục vụ cho công tác giảng dạy, có chế độ ưu tiên cho GV và HS trường chuyên. Từ năm học này, trường chỉ tuyển sinh vào lớp 10 chuyên 3 môn: Văn, Toán, Anh (không tuyển sinh lớp 6). 
Sau gần 20 năm phát triển, mở rộng quy mô đào tạo, cơ sở cũ của trường tại số 58 Trần Hưng Đạo không còn phù hợp. Đến tháng 7 năm 2009, Trường được UBND tỉnh đầu tư xây dựng hệ thống cơ sở vật chất hiện đại hơn, tọa lạc ở đường 3 tháng 2 trên diện tích 9ha, và chính thức chuyển về địa chỉ mới vào tháng 11 năm 2011. Với “cơ ngơi” rộng lớn và hoàn thiện, nhà trường đã mở rộng quy mô đào tạo, từ 24 lớp lên 36 lớp và bỏ hệ không chuyên. Mỗi khối trước đó chỉ có 6 lớp chuyên và 2 lớp không chuyên thì đã được tăng lên thành 12 lớp chuyên. Trường còn được UBND tỉnh bổ sung chế độ cho cả thầy và trò, được tuyển dụng nhiều GV giỏi, trẻ, nhiệt huyết. 
Hiện nay, Trường THPT Chuyên Lê Quý Đôn có 7 khối lớp chuyên: Văn, Toán, Tiếng Anh, Lý, Hóa, Sinh và Tin, gồm 39 lớp với khoảng 1000 học sinh (mỗi khối 10, 11, 12 từ năm tuyển sinh 2021-2022 có 1 lớp Văn, 3 lớp Anh, 3 lớp Toán, 2 lớp Lý, 2 lớp Hoá, 1 lớp Sinh và 1 lớp Tin). 

## Cơ sở vật chất
Trường THPT Chuyên Lê Quý Đôn là trường có diện tích rộng nhất so với các trường THPT trên cả nước. Trường được trang bị đầy đủ cơ sở vật chất, phương tiện dạy - học hiện đại. Với quy hoạch kiến trúc ưu tiên cho cảnh quan thiên nhiên, những dãy phòng học và phòng chức năng khiêm nhường nép mình bên những hàng cây xanh, hồ nước, đồi cát tự nhiên, .... Diện tích khuôn viên toàn trường gần 9ha, trong đó diện tích cỏ và cây xanh chiếm khoảng 50%.
Tổng quan nhà trường được trang bị gồm 6 khu chức năng:
- Khu học tập: C1-C6 có 42 phòng học; mỗi phòng học đều được trang bị 01 máy lạnh, 01 màn hình cảm ứng, loa, ....
- Nhà thi đấu thể thao đa năng: có 08 sân cầu lông, 02 phòng bóng bàn, 01 sân bóng đá mini, 02 sân bóng chuyền, 01 sân bóng rổ;
- Hội trường A 600 chỗ ngồi được trang bị máy lạnh, âm thanh, ánh sáng để phục vụ các hoạt động của nhà trường và của sở giáo dục như các hội nghị tuyên dương, tổng kết các cuộc thi Tỉnh, thi Quốc gia, văn nghệ cho học sinh và tập huấn cho giáo viên toàn tỉnh;
- Khu hiệu bộ và các phòng chức năng gồm 01 phòng thư viện với hàng ngàn đầu sách, 06 máy tính kết nối mạng, 01 phòng câu lạc bộ (gồm 17 câu lạc bộ cho học sinh toàn trường), 03 phòng thí nghiệm vật lý, 02 phòng thí nghiệm sinh học, 02 phòng thí nghiệm hóa học, 03 phòng thí nghiệm ngoại ngữ, 05 phòng máy vi tính (mỗi phòng 30 máy);
- Khu căng tin có thể phục vụ 1000 người;
- Khu kí túc xá gồm 80 phòng nhỏ, 04 phòng lớn và 01 hội trường. Đây là nơi cung cấp phòng ốc cho học sinh nghỉ ngơi, sinh hoạt sau những giờ học căng thẳng. Trung bình có gần 140 học sinh ở nội trú và gần 800 học sinh ở bán trú tại trường. Mỗi phòng cho học sinh bán trú sẽ có từ 12-15 học sinh, và nội trú tối đa 8 học sinh một phòng, đảm bảo không gian sinh hoạt chung giữa các học sinh thân thiện, gần gũi, nhưng cũng đảm bảo tính riêng tư cho học sinh.

## Thành tích
Trường THPT Chuyên Lê Quý Đôn đã khẳng định được vị thế là " vườn ươm" tài năng trẻ của tỉnh và cả nước, một trong những lá cờ đầu trong hệ thống các trường trung học phổ thông chuyên khu vực phía Nam. Nhà trường vinh dự được Đảng, Nhà nước trao tặng Huân chương Lao động Hạng Ba (năm 2008) và Huân chương Lao động Hạng Nhì (năm 2016), Cờ thi đua Chính phủ (2013-2014, 2014-2015, 2015-2016); Cờ thi đua của Ủy ban Nhân dân tỉnh trong nhiều năm, Cờ đơn vị dẫn đầu phong trào thi đua của Ủy ban Nhân dân tỉnh giai đoạn 2010-2015.
Nhà trường luôn chú trọng đến chất lượng giáo dục toàn diện. Hằng năm có 100% học sinh tốt nghiệp Trung học phổ thông; đậu vào các trường Đại học, Cao đẳng trên cả nước, giành được học bổng du học nước ngoài; nhiều em đỗ Thủ khoa các trường danh tiếng. Nhiều năm liền, học sinh của Nhà trường luôn đạt thành tích cao trong các cuộc thi Khoa học kĩ thuật.
Giải quốc tế
- Nghiên cứu khoa học: Năm 2011, Lê Hoàng Nam, HS lớp 11 chuyên Toán đã giành Huy chương Đồng trong kỳ thi nghiên cứu khoa học châu Á tại Hàn Quốc.
- Toán học: Năm 2017, Hoàng Hữu Quốc Huy, HS lớp 12 chuyên Toán 1 đã giành Huy chương Vàng Toán học quốc tế (IMO) với điểm số thủ khoa.
- Năm 2018 và 2019, em Nghiêm Thảo Tâm, HS lớp 10 chuyên Toán 1 đạt Huy chương Vàng giải Cờ vua trẻ châu Á.

Giải nhất học sinh giỏi quốc gia
- Năm 2016-2017, nhà trường có 1 giải Nhất kỳ thi học sinh giỏi Quốc gia môn Anh 1 giải Nhất kỳ thi học sinh giỏi Quốc gia môn Toán
- Năm 2021-2022, nhà trường có 1 giải Nhất kỳ thi học sinh giỏi Quốc gia môn Toán.

Giải khu vực Olympic 30/4
Trường đạt nhiều thành tích cao tại kì thi Olympic 30/4, từng 2 lần xếp thứ Nhì tại kỳ Olympic 30/4…
- Năm 2012 (Olympic 30/4 lần thứ 18): xếp thứ Nhì với 49 huy chương (29 huy chương vàng).
- Năm học 2016-2017: xếp thứ Nhì với 49 huy chương (29 huy chương vàng)/ 65 trường dự thi.

Giải nghiên cứu khoa học kỹ thuật
- Năm học 2016-2017, cấp Tỉnh 12 giải (8 giải Nhất), cấp Quốc gia 7 giải (5 giải nhất, 2 giải nhì).

Chinh phục học bổng toàn phần các trường trên thế giới
Nhiều HS của trường đã chinh phục được học bổng toàn phần của các trường có uy tín trên thế giới. Điển hình là em Nguyễn Minh Nhật, HS lớp 12 Toán 1 đạt học bổng hơn 300.000 USD của trường ĐH Cornell (Mỹ); Lê Thu Uyên, HS lớp 12 Anh 1 đạt học bổng hơn 4 tỷ đồng của ĐH Mount Holyoke College (Mỹ); em Nguyễn Thanh Mai đậu thủ khoa Trường Đại học APU (Nhật Bản)...

## Hoạt động ngoại khóa
Hằng năm, trường tổ chức rất nhiều hoạt động cho học sinh. 
Nhà trường luôn tạo ra các sân chơi lành mạnh và sáng tạo nhằm phát triển kĩ năng mềm cho học sinh, hướng tới mục tiêu giáo dục học sinh trường Chuyên vừa học giỏi vừa tự tin, năng động. Các giải đấu bóng rổ, bóng đá được tổ chức thường niên, thu hút sự quan tâm của học sinh toàn trường. Đặc biệt, vào ngày thành lập Đoàn 26/3, nhà trường luôn tổ chức Hội trại truyền thống với nhiều hoạt động thú vị, bổ ích, có tính giáo dục.
Trường cũng tổ chức tuyên truyền thông tin, phổ cập kiến thức căn bản về pháp luật, biển đảo, bạo lực học đường, an toàn giao thông, hướng nghiệp, hậu quả của ma túy và các chất gây nghiện, ..., nhằm cung cấp những hiểu biết cơ bản cho học sinh.
Hoạt động nổi bật của nhà trường là mạng lưới các câu lạc bộ (CLB) ra đời và phát triển mạnh, mở rộng nhiều lĩnh vực: học thuật, nghệ thuật, thể dục, thể thao, hoạt động xã hội, ... Câu lạc bộ là nơi tập hợp những đoàn viên có chung sở tích, đam mê. Các hoạt động của câu lạc bộ nhằm tạo điều kiện cho các thành viên tham gia được thể hiện tài năng, khám phá chính mình và giao lưu kết bạn mới. Hiện nay, trường có 16 câu lạc bộ đang hoạt động tích cực và hiệu quả.